# Nancy Agag
Pour les articles homonymes, voir Agag (homonymie).
 (décembre 2018).
Nancy Agag ou Nancy Ajaj (en arabe : نانسي عجاج, née le 2 mars 1979) est une chanteuse soudanaise. Son style de musique est unique. Elle adopte l'ancien style soudanais. Elle écrit et produit une partie de ses propres chansons. Elle a plusieurs albums. Elle a commencé sa carrière en 2004, Nancy Ajaj donne des concerts au Soudan ainsi que dans d'autres pays comme l'Angleterre, le Canada, le Qatar et les Pays-Bas.

## Discographie
- 2018: SINGLE.

## Vie personnelle
Elle est née à Omdurman et a grandi aux Pays-Bas, où elle a fait des études en histoire sociale. Son père, Badr al-Din Ajaj, était aussi un artiste, assassiné au Soudan.